# 市役所前駅 (長野県)
市役所前駅（しやくしょまええき）は、長野県長野市大字鶴賀にある長野電鉄長野線の駅。駅番号はN2。

## 歴史
- 1928年（昭和3年）
  - 6月24日[2][1]：長野電気鉄道の錦町駅[3]として現在の南千歳町交差点付近にて開業。地上駅。
  - 9月30日：長野電鉄の駅となる。
- 1981年（昭和56年）3月1日：長野 - 善光寺下間の地下化により地下駅化[2]。この際、昭和通り近くまで移転し、1945年（昭和20年）から休止中の隣駅「緑町駅」を統合し、市役所前駅に改称[2][4]。
- 2001年（平成13年）10月15日：南口利用者減少に伴い、営業時間が短縮される。
- 2007年（平成19年）：1番線ホーム上に発車標を設置（列車の発車・接近には対応していない）。
- 2012年（平成24年）9月：改札口付近に発車標を設置。
- 2016年（平成28年）12月：構内の照明をLED化。
- 2021年（令和3年）3月12日：南口を閉鎖[5][6]。

## 駅構造

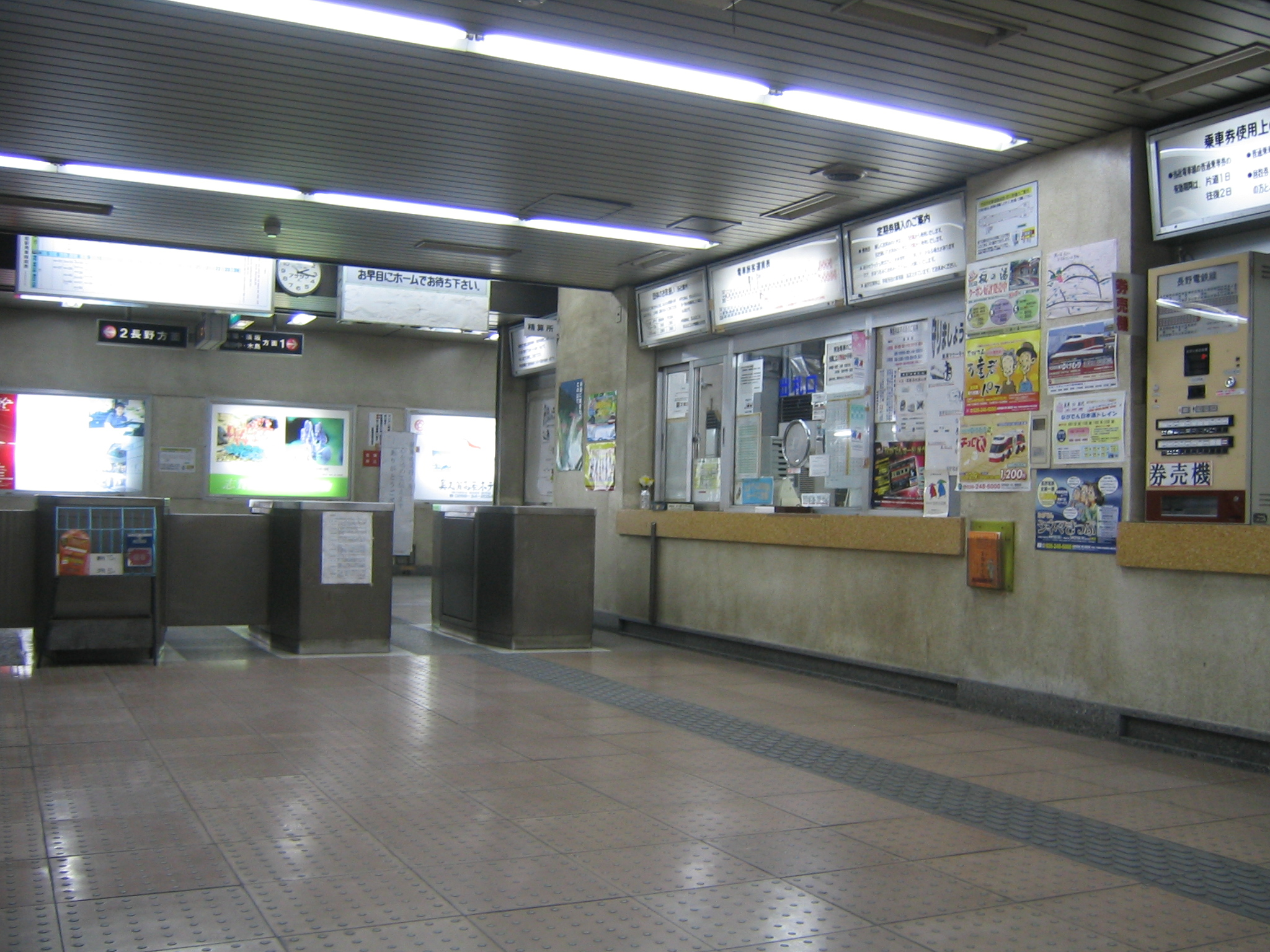
改札口

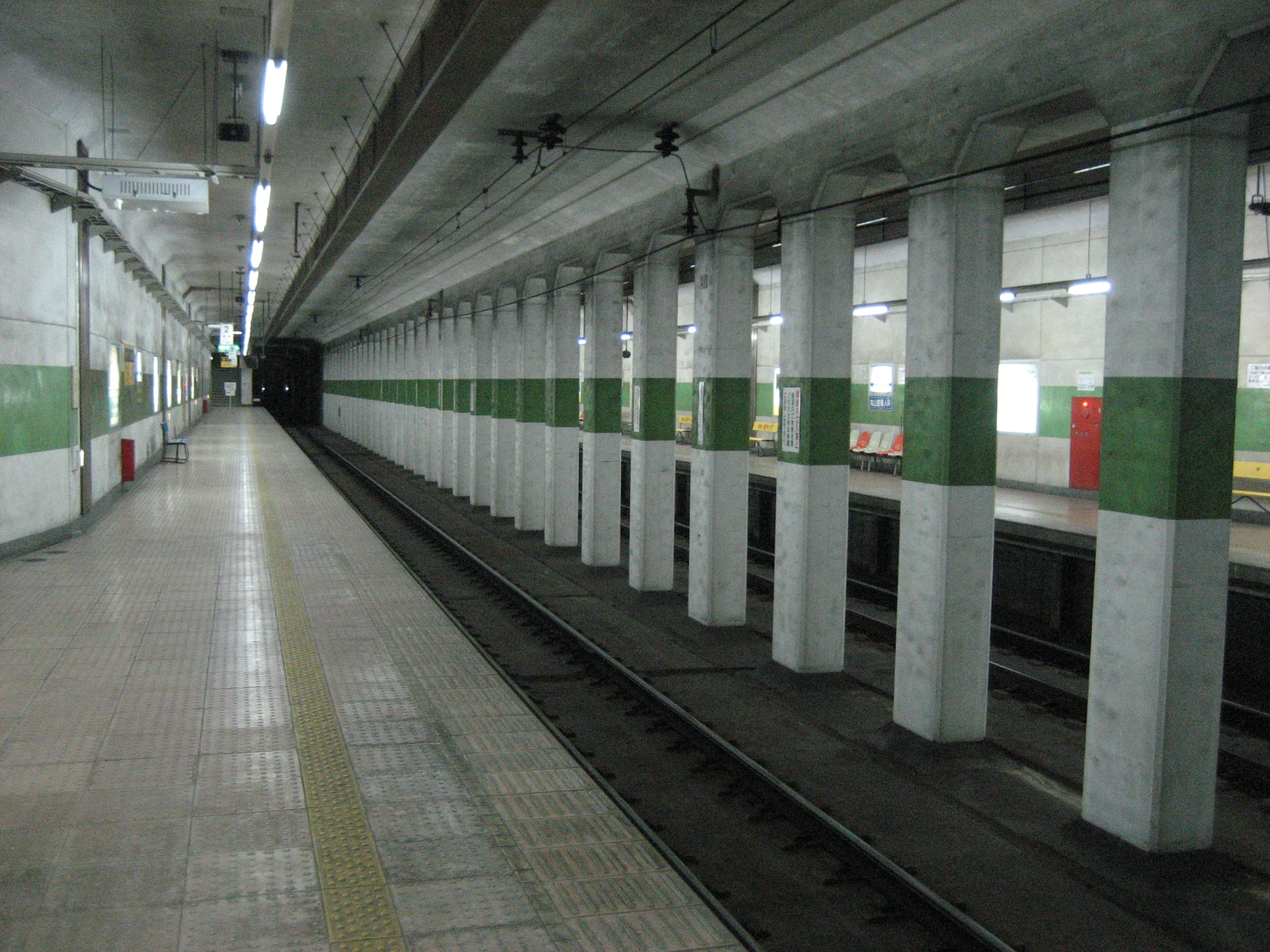
ホーム

相対式ホーム2面2線を有する地下駅。有人駅である。長野大通りの下に位置し、駅舎のある地下1階には駅務室、宿直室、電気室、機械室があり、ホームは地下2階にある。改札までの地下通路は横断地下道の役割も果たしている。エスカレーターは、2番線（地下2階）から北口の改札のある地下1階の間の上り専用のみ設置されている。トイレは改札口脇に設置されており、男女共用の水洗式である。
現在は「市役所前駅」信号付近の北口のみ営業している。かつては「南千歳町北」信号付近に南口があったが、2021年に閉鎖された。
駅の登記上の所在地は長野市大字鶴賀森下1120-5である。現在でいう上千歳町にあたり、北口の一部が緑町に、南口が南千歳にかかる。

### のりば
| 番線 | 路線    | 方向 | 行先                       |
| ---- | ------- | ---- | -------------------------- |
| 1    | ■長野線 | 下り | 須坂・信州中野・湯田中方面 |
| 2    | ■長野線 | 上り | 長野方面                   |

## 利用状況
2018年度の1日平均乗車人員は588人である。
近年の1日平均乗車人員の推移は下記のとおり。
| 年度   | 一日平均 乗車人員 |
| ------ | ----------------- |
| 2005年 | 563               |
| 2006年 | 558               |
| 2007年 | 534               |
| 2008年 | 533               |
| 2009年 | 530               |
| 2010年 | 517               |
| 2011年 | 503               |
| 2012年 | 513               |
| 2013年 | 547               |
| 2014年 | 547               |
| 2015年 | 596               |
| 2016年 | 593               |
| 2017年 | 594               |
| 2018年 | 588               |
| 2019年 | 593               |

## 駅周辺

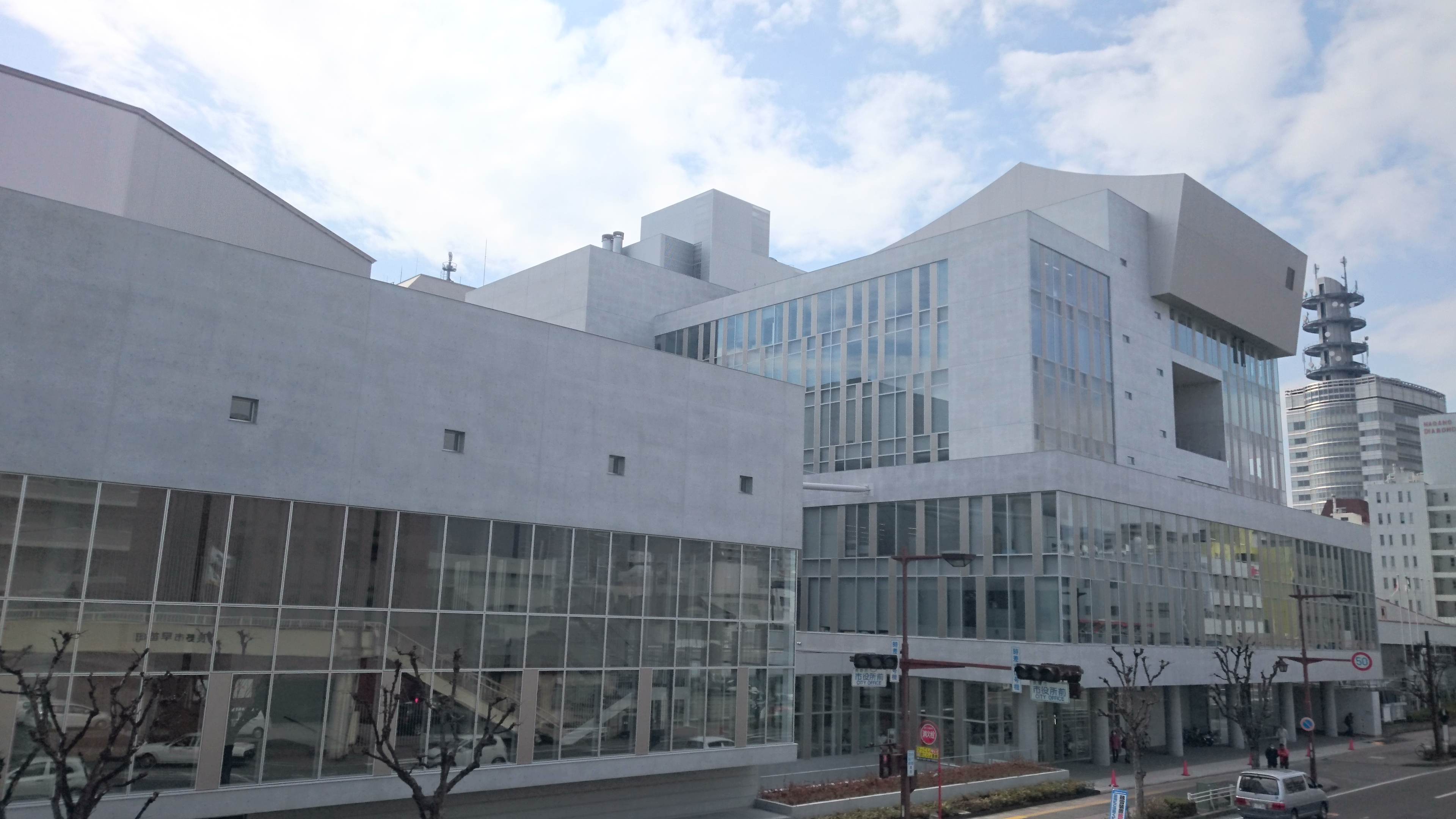
長野市役所[2]・長野市芸術館
- 国道19号（昭和通り）
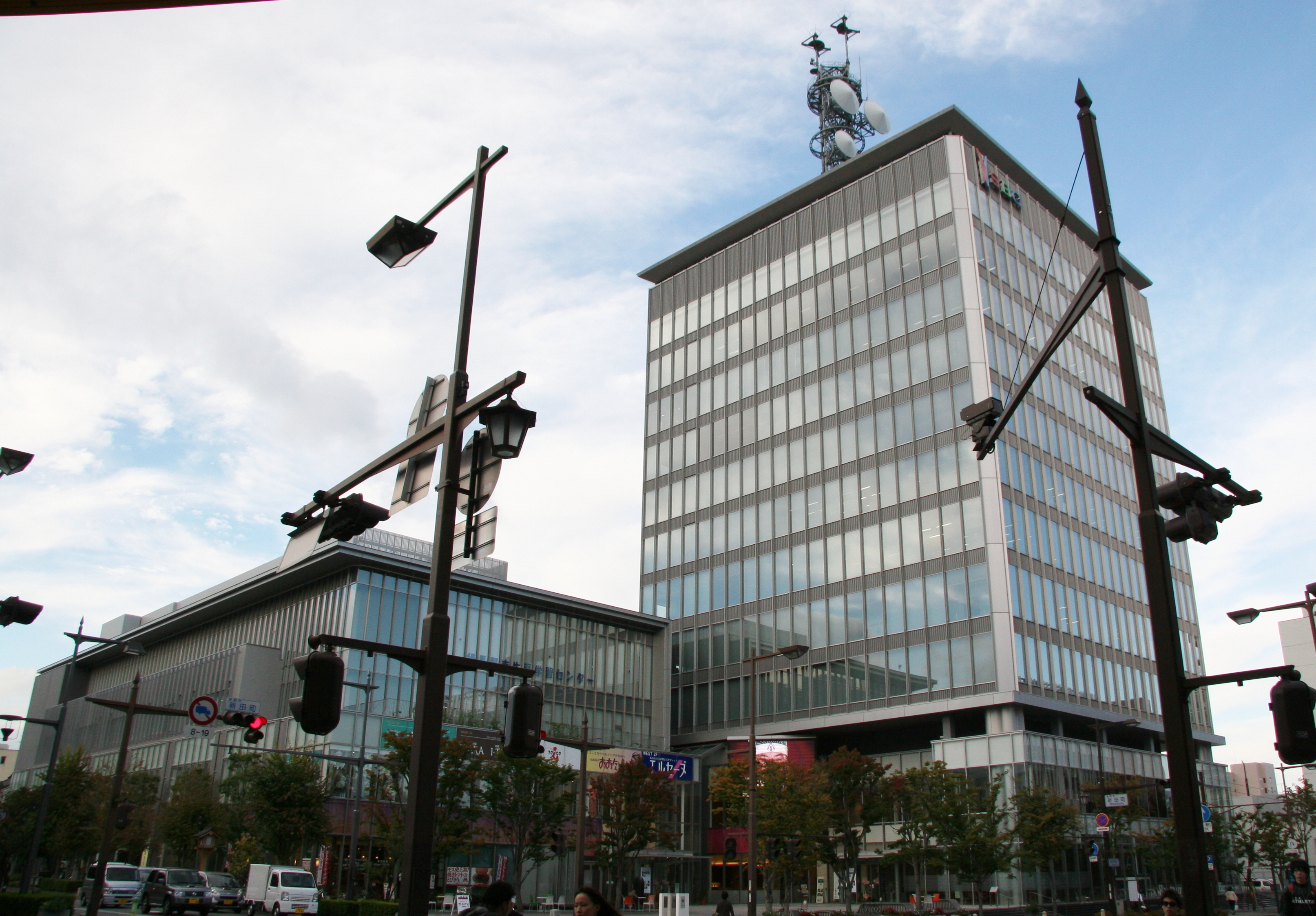
TOiGO
  - 信越放送（SBC）
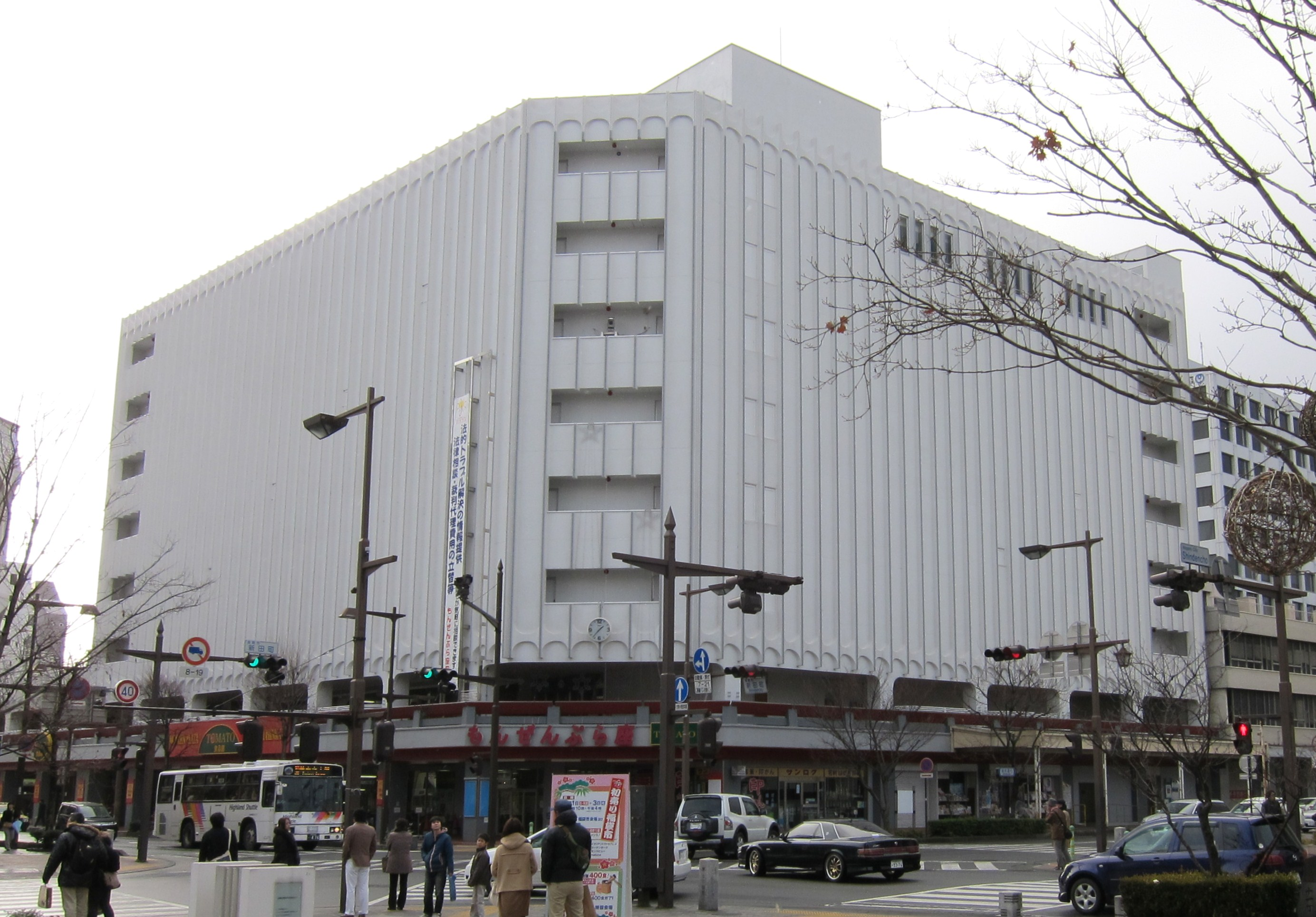
もんぜんぷら座
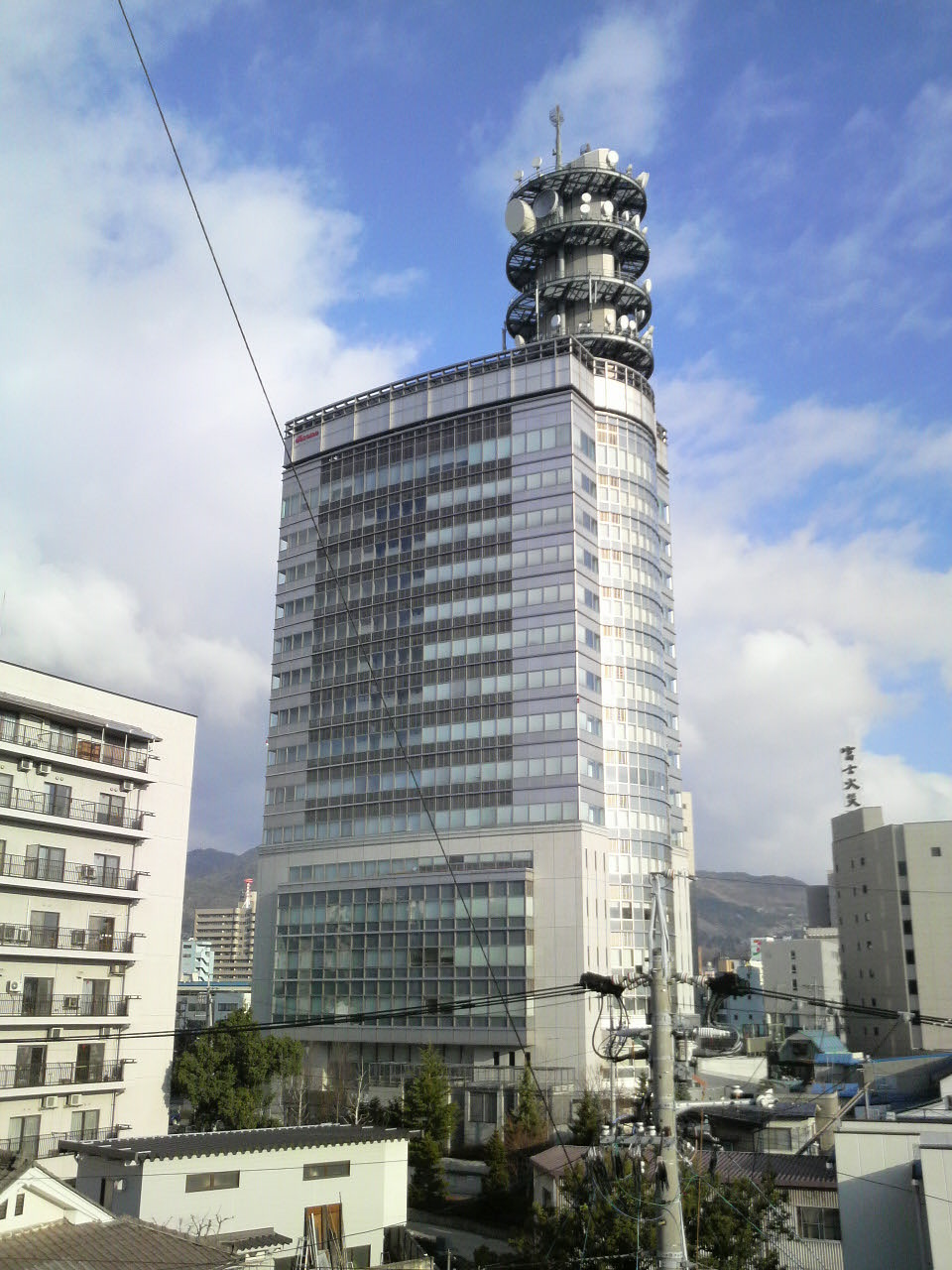
NTTドコモ長野ビル
- 長野市立鍋屋田小学校
- 信越情報専門学校21ルネサンス学院

- 長野市役所・長野市芸術館
- TOiGO
- もんぜんぷら座
- NTTドコモ長野ビル

## バス路線
駅北口の昭和通りにアルピコ交通（川中島バス）の千歳町（ちとせちょう）停留所、長野大通りに長電バス・市街地循環ぐるりん号の南千歳町（みなみちとせまち）停留所・市役所入口停留所がある。

### アルピコ交通（川中島バス）
- 32 運転免許センター篠ノ井線
  - 市役所前 - 千歳町 - 長野駅 - 丹波島橋南 - 中氷鉋 - 運転免許センター入口 - 篠ノ井駅
- 33 北原篠ノ井線
  - 市役所前 - 千歳町 - 長野駅 - 丹波島橋南 - 川中島駅入口 - 北原 - 篠ノ井高田
  - 市役所前 - 千歳町 - 長野駅 - 丹波島橋南 - 川中島駅入口 - 北原 - 今井駅
- 34 三本柳線
  - 市役所前 - 千歳町 - 長野駅 - 丹波島橋南 - 三本柳小学校前
- 45 北屋島線
  - 長野駅 - 千歳町 - 市役所前 - 古牧小学校 - 南長池 - 北屋島
- 46 大豆島保科温泉線（長電バス共同運行）
  - 長野駅 - 千歳町 - 市役所前 - 南俣 - 大豆島東団地 - 若穂団地 - 保科温泉
- 48 金井山線
  - 長野駅 - 千歳町 - 市役所前 - 文化学園前 - 綱島 - 金井山 - 松代駅 - 松代高校
- 102
  - 道島 → 松代駅 → 川中島古戦場 → 丹波島橋南 → 県庁前 → 千歳町 → 市役所前 → 文化学園前
  - 運転免許センター入口 → 中氷鉋 → 丹波島橋南 → 県庁前 → 千歳町 → 市役所前 → 文化学園前

### 長電バス
- 51 平林線
  - 長野駅 - 市役所入口 - 権堂 - 平林 - 北尾張部 - 市民病院 - 柳原
- 52 運動公園線
  - 長野駅 - 市役所入口 - 権堂 - 中央警察署 - 運動公園
- 55 牟礼線
  - 長野駅 - 市役所入口 - 権堂 - 本郷駅 - 宇木 - 吉田 - 若槻台 - 吉村 - 牟礼
- 61 浅川西条線
  - 長野駅 - 市役所入口 - 権堂 - 宇木 - 若槻団地 - 浅川西条
- 62 東長野病院線
  - 長野駅 - 市役所入口 - 権堂 - 宇木 - 徳間西 - 東長野病院
- 63 三才線
  - 長野駅 - 市役所入口 - 権堂 - 宇木 - 三才駅 - 柳原
- 64 マユミダ・三才線
  - 長野駅 - 市役所入口 - 権堂 - 檀田 - 三才駅 - 柳原
- 82 須坂屋島線
  - 長野駅 - 南千歳町 - 長野駅東口 - 高田 - エムウェーブ - 屋島 - 井上 - 須坂駅
- 82B 綿内屋島線
  - 長野駅 - 南千歳町 - 長野駅東口 - 高田 - エムウェーブ - 屋島 - 清水 - 綿内駅

### 市街地循環ぐるりん号
- 長野駅(C01) → 南千歳町(C03) → 市役所入口(C04) → 権堂(C05) → 善光寺大門(C07) → 県庁前(C12) → 長野駅

## 隣の駅
長野電鉄
■長野線
■A特急
通過
■B特急・普通
長野駅 (N1) - 市役所前駅 (N2) - 権堂駅 (N3)